# Hilde Zach
Hilde Zach (25 de agosto de 1942 - 15 de janeiro de 2011) foi uma política austríaca que exerceu o cargo de prefeita de Innsbruck.